# Xenocrasis badenii
Xenocrasis badenii is een keversoort uit de familie van de boktorren (Cerambycidae). De wetenschappelijke naam van de soort werd in 1873 gepubliceerd door Henry Walter Bates.